# Ana Belén Elgoyhen
Ana Belén Elgoyhen, née le 13 décembre 1959, est une biologiste moléculaire argentine spécialiste de la physiologie de l'audition. 

## Biographie
Ana Belén Elgoyhena est née à Buenos Aires. En 1984, elle obtient une licence de biochimie à l'université de Buenos Aires puis un doctorat en 1989 sous la direction de Edda Adler de Graschinsky. En 1991, elle obtient une bourse en sciences médicales auprès de la fondation The Pew Charitable Trusts et effectue ses recherches post-doctorales en Californie au laboratoire de neurobiologie moléculaire du Salk Institute for Biological Studies. En 1994, elle identifie les récepteurs de l'oreille humaine qui participent au processus de modulation des sons qui les rend compréhensibles. En 1997, elle devient chercheuse associée au Howard Hughes Medical Institute. Elle occupe ce poste jusqu'en 2011. En 2009, elle devient professeure adjointe au département d'Oto-rhino-laryngologie de l'Université Johns-Hopkins. En 2014, elle est nommée chercheuse supérieure à l'Instituto de Investigaciones en Ingeniería Genética y Biología
Molecular, CONICET à Buenos Aires. Elle y dirige un laboratoire consacré à la génétique et à la physiologie de l'audition.

## Récompenses et honneurs
- 2003: Bourse Guggenheim[6]
- 2008: Prix L'Oréal-Unesco pour les femmes et la science pour avoir facilité la compréhension des récepteurs nerveux et des messagers chimiques de l’audition. Elle a identifié et caractérisé ceux qui dans l'oreille interne interprètent les sons perçus de manière à les rendre compréhensibles. Sa découverte a ouvert de nouvelles voies pour soigner les troubles de l’oreille interne[7],[8],[9].
- 2018: Grand Prix Scientifique de la Fondation pour l'audition, pour avoir découvert des mécanismes de protection naturelle de l’audition[10].

## Publications
- Katz, Eleonora, et al. Developmental regulation of nicotinic synapses on cochlear inner hair cells. Journal of Neuroscience 24.36 (2004): 7814-7820.
- Weisstaub, Noelia, et al. The α9α10 nicotinic acetylcholine receptor is permeable to and is modulated by divalent cations. Hearing research 167.1 (2002): 122-135.
- Langguth, Berthold, Richard Salvi, and Ana Belén Elgoyhen. Emerging pharmacotherapy of tinnitus. Expert opinion on emerging drugs 14.4 (2009): 687-702.
- McIntosh, J. Michael, et al. Alpha9 nicotinic acetylcholine receptors and the treatment of pain. Biochemical pharmacology 78.7 (2009): 693-702.
- Gómez‐Casati, María Eugenia, et al. Biophysical and pharmacological characgterization of nicotinic cholinergic receptors in rat cochlear inner hair cells. The Journal of physiology 566.1 (2005): 103-118.
- Langguth, Berthold, and Ana Belén Elgoyhen. Current pharmacological treatments for tinnitus. Expert opinion on pharmacotherapy 13.17 (2012): 2495-2509.
- Dalamón, Viviana, et al. "Prevalence of GJB2 mutations and the del (GJB6-D13S1830) in Argentinean non-syndromic deaf patients." Hearing research 207.1 (2005): 43-49.
- Elgoyhen, Ana Belén, Eleonora Katz, and Paul A. Fuchs. The nicotinic receptor of cochlear hair cells: a possible pharmacotherapeutic target?. Biochemical pharmacology 78.7 (2009): 712-719.